# Kelvingleichung
Die Kelvingleichung wurde von Lord Kelvin 1871 veröffentlicht
und beschreibt den Dampfdruck {\displaystyle p_{k}} über einer gekrümmten Oberfläche (auch Kelvin-Druck genannt).

## Berechnung
Es gilt:
{\displaystyle R\cdot T\cdot \ln {\frac {p_{k}}{p_{v}}}=\gamma \cdot V_{m}\cdot \left({\frac {1}{r_{1}}}+{\frac {1}{r_{2}}}\right)}
mit
- {\displaystyle p_{v}} dem (üblichen) Dampfdruck über einer nicht gekrümmten Oberfläche (v steht für engl. vapor = Dampf)
- {\displaystyle R} der Gaskonstante
- {\displaystyle T} der thermodynamischen Temperatur
- {\displaystyle \gamma } der Grenzflächenspannung
- {\displaystyle V_{m}} dem molaren Volumen des Fluids
- {\displaystyle r} den Krümmungsradien der Oberfläche, auf zwei zueinander senkrechten Trajektorien

### Tropfen
Der bekannteste Spezialfall der Kelvingleichung beschreibt einen Tropfen mit Radius {\displaystyle r_{1}=r_{2}=r>0}:
{\displaystyle R\cdot T\cdot \ln {\frac {p_{k}}{p_{v}}}={\frac {2\cdot \gamma \cdot V_{m}}{r}}>0}
Durch die Grenzflächenspannung einer Flüssigkeit nimmt ihr Dampfdruck mit abnehmendem Radius zu. Daraus folgt eine der wichtigsten Konsequenzen dieser Gleichung: große Tropfen besitzen einen kleineren Kelvin-Druck als kleinere. Daher wachsen in einem Gemisch verschieden großer Tropfen die großen Tropfen an, während die kleineren verschwinden (Ostwald-Reifung). Die Moleküle aus den Bereichen des höheren Drucks wandern in die Bereiche niedrigeren Drucks. Dies erklärt, weshalb übersättigter Dampf in die flüssige Phase kondensiert.
Dieselbe Gleichung ist auch für sphärische Blasen in Flüssigkeiten gültig. Beispiele sind Kohlendioxidblasen in Mineralwasserflaschen, Dampfblasen beim Kochen von Wasser oder die Verdampfung von Precursor-Molekülen in Bubblern bei chemischer Gasphasenabscheidung (CVD) und chemischer Gasphasensynthese (CVS).

### Zylindrische Pore
Ein weiterer Spezialfall der Kelvingleichung gilt für eine mit Flüssigkeit benetzte zylindrische Pore mit Radius {\displaystyle r_{1}=r<0\left(\mathrm {und} \;r_{2}\rightarrow \infty \Rightarrow {\frac {1}{r_{2}}}\rightarrow 0\right):}
{\displaystyle R\cdot T\cdot \ln {\frac {p_{k}}{p_{v}}}={\frac {\gamma \cdot V_{m}}{r}}<0\quad \Rightarrow \ln {\frac {p_{k}}{p_{v}}}<0\Leftrightarrow p_{k}<p_{v}}

## Krümmungseffekt
Der Krümmungseffekt tritt bei der Bildung von Flüssigkeitspartikeln an Kondensationskernen auf. Dabei zeigt sich, dass über den gekrümmten Oberflächen der entstehenden Flüssigkeitstropfen ein höherer Sättigungsdampfdruck herrscht als über einer ebenen Wasseroberfläche. Dies liegt an der höheren Oberflächenspannung der Tropfen (siehe Young-Laplace-Gleichung), gegen die Arbeit verrichtet werden muss.
Den genauen Zusammenhang spiegelt die nach Lord Kelvin benannte Kelvin-Gleichung (auch Thomson-Gleichung) wider:
{\displaystyle \ln {\frac {p}{p_{0}}}={\frac {2\cdot \gamma }{r\cdot \rho \cdot R_{\mathrm {S} }\cdot T}}={\frac {r_{\mathrm {krit,e-fach} }}{r}}}
Die einzelnen Formelzeichen stehen für folgende Größen:
- p – Sättigungsdampfdruck über dem Tropfen (Messung)
- p0 – Sättigungsdampfdruck über einer ebenen Flüssigkeitsoberfläche (Magnus-Formel)
- RS – massenspezifische Gaskonstante (z. B. für Wasserdampf = 461,6 J/(kg·K))
- {\displaystyle \gamma } – Oberflächenspannung (temperaturabhängig)
- ρ – Dichte der Flüssigkeit
- r – Tropfenradius
- rkrit, e-fach – kritischer Radius bei einem Sättigungsverhältnis {\displaystyle {{\frac {p}{p_{0}}}=e}}, mit der Eulerschen Zahl e ≈ 2.7182; :{\displaystyle {r_{\mathrm {krit,e-fach} }={\frac {2\cdot \gamma }{\rho \cdot R_{\mathrm {S} }\cdot T}}}}

Je kleiner also die Tropfen sind, desto einfacher verdampfen sie wieder. Dies hat vor allem bei der Tropfenbildung in der Atmosphäre durch Nukleation bzw. Kondensation zur Folge, dass eine Dampfdruckerhöhung bzw. Übersättigung notwendig wird, um die Tropfen bei Reduzierung des Tropfenradius in einem Gleichgewicht zu halten.
Andersherum verhält sich der Dampfdruck bei konkaven Oberflächen, z. B. in Kapillaren. Hier wird der Dampfdruck mit abnehmendem Kapillarendurchmesser vermindert:
{\displaystyle r<0\Rightarrow \ln {\frac {p}{p_{0}}}<0\Leftrightarrow p<p_{0}.}
Dies erklärt zum Beispiel die hygroskopische Wirkung von feinporigen, benetzbaren Materialien.

## Kritischer Radius
| Sättigungs- verhältnis | kritischer Radius | Molekülzahl |
| ---------------------- | ----------------- | ----------- |
| 1                      | ∞ (ebene Fläche)  | ∞           |
| 1,01                   | 120 nm            | 2,46·108    |
| 1,1                    | 12,6 nm           | 2,80·105    |
| 1,5                    | 2,96 nm           | 3,63·103    |
| 2                      | 1,73 nm           | 727         |
| e ≈ 2,718…             | 1,20 nm           | 242         |
| 3                      | 1,09 nm           | 183         |
| 4                      | 0,87 nm           | 91          |
| 5                      | 0,75 nm           | 58          |
| 10                     | 0,52 nm           | 20          |

Für eine gegebene Temperatur und ein gegebenes Sättigungsverhältnis {\displaystyle {S={\frac {p}{p_{0}}}}} folgt aus der Kelvingleichung ein kritischer Radius {\displaystyle {r_{\mathrm {krit} }}}. Ist der Radius eines Flüssigkeitströpfchens kleiner als der kritische Radius, wird es verdunsten, ist er größer, wird das Tröpfchen wachsen. Nur Teilchen mit dem kritischen Radius befinden sich mit der gegebenen übersättigten Dampfphase im Gleichgewicht und verändern sich nicht.
In der nebenstehenden Tabelle sind die kritischen Radien und Molekülzahlen von reinen Wassertröpfchen berechnet. Für die spontane Bildung eines Tröpfchens aus nur zwanzig Molekülen müsste die Luft z. B. 1000 % übersättigt sein, was in der Natur kaum vorkommt. Das belegt die Notwendigkeit von Kondensationskernen.
Der Bereich, in dem das Sättigungsverhältnis größer als eins ist, aber nicht (mit einer praktischen Wahrscheinlichkeit) spontan der kritische Radius erreicht wird, bedingt den Ostwald-Miers-Bereich.

## Herleitung
Die Kelvin-Gleichung lässt sich aus den Zustandsgleichungen der Gleichgewichtsthermodynamik unter verschiedenen Näherungen herleiten; insbesondere wird die flüssige Phase als inkompressible Flüssigkeit und die gasförmige Phase als ideales Gas behandelt. Weiterhin wird angenommen, dass die durch Oberflächenspannung und Krümmung bestimmte Differenz von Druck im Tropfeninneren und -äußeren viel größer ist als der Unterschied zwischen Kelvin-Druck und Dampfdruck ({\displaystyle 2\gamma /r\gg p_{K}-p_{v}}). Detaillierte Herleitungen finden sich in